# 2003.
◄ | 20. stoljeće | 21. stoljeće | 22. stoljeće | ►
◄ | 1970-ih | 1980-ih | 1990-ih | 2000-ih | 2010-ih | 2020-ih | 2030-ih | ►
◄◄ | ◄ | 2000. | 2001. | 2002. | 2003. | 2004. | 2005. | 2006. | ► | ►►
Arhitektura • Astronautika • Astronomija • Biologija • Film • Fotografija • Glazba • Kazalište • Kemija • Kiparstvo • Knjige • Književnost • Kršćanstvo • Meteorologija • Medicina • Planinarstvo • Politika • Pravo • Promet • Slikarstvo • Strip • Šport • Televizija • Znanost • Zrakoplovstvo • Željeznički promet
2003. je bila godina prema gregorijanskom kalendaru koja nije bila prijestupna, a započela je u srijedu.
Ova godina bila je obilježena kao:
- Međunarodna godina slatke vode.
- Europska godina invalidnosti.
- Godina bloga.

## Događaji
- 1. veljače – Space Shuttle Columbia raspao se iznad Teksasa, a u nesreći je poginulo svih sedam astronauta.
- 2. veljače – Hrvatska rukometna reprezentacija osvojila Svjetsko prvenstvo u Portugalu, nadigravši u završnici Njemačku.
- 4. veljače – Proglašena Državna zajednica Srbija i Crna Gora.
- 16. veljače – S radom započela Wikipedija na hrvatskom jeziku.
- 21. veljače – Na autoputu Beograd-Zagreb, kod beogradskoga skladišta „Limes”, izveden pokušaj atentata na srbijanskoga premijera Zorana Đinđića.
- 24. veljače – Vojislav Šešelj dragovoljno se predao Haaškom tribunalu.
- 7. ožujka – Svetozar Marović izabran za prvog predsjednika Državne zajednice Srbije i Crne Gore.
- 12. ožujka – U Beogradu je u atentatu ubijen srbijanski premijer Zoran Đinđić. U Srbiji proglašeno izvanredno stanje.
- 12. ožujka – Svjetska zdravstvena organizacija obznanila je svjetsku prijetnju SARS-a.
- 17. ožujka – Izabran prvi Savjet ministara Državne zajednice SCG. Predsjednik Savjeta, po Ustavnoj povelji, postao predsjednik SCG Svetozar Marović.
- 18. ožujka – Zoran Živković izabran za novoga srbijanskoga premijera.
- 20. ožujka – Početak Iračkoga rata. Postrojbe kopnene vojske iz Sjedinjenih Država, Velike Bitanije, Australije i Poljske počinju zauzimati iračke teritorije.
- 29. ožujka – Carlo Urbani, liječnik koji je prvi identificirao SARS, umire od te bolesti.
- 9. travnja – Američke snage zauzimaju Bagdad.
- 17. svibnja – Ustanovljena Almatijska biskupija na jugu i jugoistoku Kazahstana.
- 28. svibnja – AC Milan osvojio UEFA Ligu prvaka pobjedom nad Juventusom nakon izvođenja jedanaesteraca.
- 30. svibnja – U SAD-u se počeo prikazivati Pixarov animirani film Potraga za Nemom i u prvom vikendu prikazivanja zaradio 70 milijuna dolara, najveću dotadašnju zaradu za crtani film.
- 8. lipnja – Papa Ivan Pavao II. na Duhove predvodio euharistijsko slavlje u Rijeci pred stotinu tisuća okupljenih vjernika, u sklopu pastirskoga pohoda Hrvatskoj, ujedno i stotoga po redu za svoga pontifikata.
- 13. lipnja – Veselin Šljivančanin, bivši časnik JNA koji je pred Haaškim tribunalom optužen za zločin na Ovčari 1991., uhićen u Beogradu.
- 15. lipnja – Momčad San Antonio Spursa postala novi NBA prvak pobijedivši New Jersey Netse.
- 2. srpnja – Vancouver proglašen domaćinom Zimskih olimpijskih igara 2010.
- 5. srpnja – Svjetska zdravstvena organizacija bznanila kako više nema svjetske prijetnje SARS-a.
- 30. srpnja – S proizvodne vrpce u Meksiku sišla posljednja Volkswagen Buba staroga izgleda.
- 10. rujna – Švedska ministrica vanjskih poslova Anna Lindh izbodena nožem u prodavaonici u Stockholmu. Umrla dan kasnije.
- 27. rujna – Lansiran je satelit Smart 1.
- 7. listopada – Arnold Schwarzenegger pobijedio na izborima za guvernera Kalifornije.
- 15. listopada – Kina u svemir lansirala Shenzhou 5, svoju prvu svemirsku letjelicu s ljudskom posadom, a u njoj se nalazio astronaut Yang Liwei.
- 24. listopada – Posljednji tržišni let nadzvučnoga zrakoplova Concorde.
- 31. listopada – Mahathir Mohamad je podnio ostavku s položaja premijera Malezije. On je bio vođa zemlje više od 22 godine.
- 13. studenoga – Raspuštena Narodna skupština Republike Srbije i raspisani izvanredni parlamentarni izbori za 28. prosinac.
- 16. studenoga – Održani izbori za predsjednika Srbije, koji i po treći put nisu uspjeli zbog nedovoljnoga broja izašlih birača. Kandidat Srpske radikalne stranke Tomislav Nikolić osvojio prvo mjesto, ispred kandidata vladajuće koalicije (Demokratska opozicija Srbije) Dragoljuba Mićunovića.
- 26. studenoga – Posljednji Concordeov let uopće.
- 14. prosinca – Uhićen Sadam Husein.
- 28. prosinca – U Srbiji održani izvanredni parlamentarni izbori. Najviše zastupničkih mjesta osvojila Srpska radikalna stranka (vođa Vojislav Šešelj).

## Rođenja

### Siječanj – ožujak
- 20. siječnja – Antonia Ružić, hrvatska tenisačica
- 16. veljače – Martin Baturina, hrvatski nogometaš
- 26. veljače – Jamal Musiala, njemački nogometaš
- 2. ožujka – Lukas Kačavenda, hrvatski nogometaš
- 19. ožujka – Ivano Pavlović, hrvatski rukometaš
- 22. ožujka – Mauro Perković, hrvatski nogometaš
- 31. ožujka – Igor Matanović, hrvatski nogometaš

### Travanj – lipanj
- 21. travnja – Xavi Simons, nizozemski nogometaš
- 3. svibnja – Florian Wirtz, njemački nogometaš
- 5. svibnja – Carlos Alcaraz, španjolski tenisač
- 12. svibnja – Ivan Šaranić, hrvatski nogometaš
- 31. svibnja – Benjamin Šeško, slovenski nogometaš

### Srpanj – rujan
- 10. kolovoza – Ilija Kovtun, ukrajinski i hrvatski gimnastičar
- 17. kolovoza – The Kid Laroi, australski pjevač i tekstopisac
- 9. rujna – Niko Kristian Sigur, hrvatski nogometaš
- 10. rujna – Roko Šimić, hrvatski nogometaš
- 28. rujna – Lorena Čižmek, hrvatska klizačica i koturaljkašica

### Listopad – prosinac
- 18. listopada – Alejandro Balde, španjolski nogometaš
- 28. listopada – Luka Stojković, hrvatski nogometaš

## Smrti

### Siječanj
- 5. siječnja – Sanders Sims, američki hokejaš na travi (* 1921.)
- 12. siječnja – Maurice Gibb, britanski glazbenik (* 1949.)
- 15. siječnja – Doris Fisher, američka pjevačica (* 1915.)
- 17. siječnja – Richard Crenna, američki glumac (* 1926.)
- 23. siječnja – Nell Carter, američka glumica (* 1948.)
- 24. siječnja – Gianni Agnelli, talijanski industrijalist i većinski vlasnik Fiata (* 1921.)

### Veljača
- 4. veljače – Ivan Medle, hrvatski nogometni reprezentativac (* 1932.)
- 21. veljače – Karel Kosik, češki filozof (* 1926.)
- 23. veljače – Robert K. Merton, američki sociolog (* 1910.)
- 27. veljače – Fred Rogers, američki glumac (* 1928.)
- 28. veljače – Fidel Sánchez Hernández, salvadorski političar, general i predsjednik (* 1917.)

### Ožujak
- 1. ožujka – Franjo Glaser, hrvatski nogometni vratar (* 1913.)
- 1. ožujka – Slavko Šohaj, hrvatski slikar i grafičar (* 1908.)
- 9. ožujka – Žarko Dolinar, hrvatski znanstvenik i stolnotenisač (* 1920.)
- 9. ožujka – Bernard Dowiyogo, nauruski političar i predsjednik (* 1946.)
- 12. ožujka – Zoran Đinđić, srpski političar (* 1952.)
- 12. ožujka – Lynne Thigpen, američka glumica (* 1948.)
- 19. ožujka – Dragan Stojnić, srpski glumac (* 1937.)
- 27. ožujka – Edwin Carr, novozelandski skladatelj i pijanist (* 1926.)
- 30. ožujka – Michael Jeter, američki glumac (* 1952.)
- 31. ožujka – Fides Vidaković, hrvatska časna sestra (* 1921.)

### Travanj
- 20. travnja – Bernard Katz, njemački biofizičar (* 1911.)
- 21. travnja – Nina Simone, američka pjevačica (* 1933.)
- 29. travnja – Janko Bobetko, general Hrvatske vojske (* 1919.)

### Svibanj
- 1. svibnja – Mercedes Goritz Pavelić, hrvatska balerina, spisateljica, pedagoginja i koreografkinja (* 1907.)
- 14. svibnja – Wendy Hiller, britanska glumica (* 1912.)
- 14. svibnja – Robert Stack, američki glumac (* 1919.)
- 15. svibnja – June Carter Cash, američka pjevačica i glumica (* 1929.)
- 18. svibnja – Nenad Ciganović, srpski glumac (* 1935.)
- 28. svibnja – Momir Talić, general-pukovnik Vojske Republike Srpske (* 1942.)
- 28. svibnja – Martha Scott, američka glumica (* 1912.)
- 30. svibnja – Mickie Most, engleski glazbeni producent (* 1938.)
- 30. svibnja – Silvestar Sabolčki, hrvatski nogometaš (* 1979.)

### Lipanj
- 5. lipnja – Eduard Špoljar, hrvatski književnik i kazališni djelatnik (* 1913.)
- 7. lipnja – Trevor Goddard, australski glumac (* 1962.)
- 12. lipnja – Gregory Peck, američki glumac (* 1916.)
- 26. lipnja – Marc-Vivien Foe, kamerunski nogometaš (* 1975.)
- 29. lipnja – Katharine Hepburn, američka glumica (* 1907.)
- 30. lipnja – Buddy Hackett, američki glumac (* 1924.)

### Srpanj
- 1. srpnja – Berta Ambrož, slovenska pjevačica (* 1944.)
- 4. srpnja – André Claveau, francuski pjevač i glumac (* 1915.)
- 4. srpnja – Barry White, američki pjevač (* 1944.)
- 6. srpnja – Buddy Ebsen, američki glumac (* 1908.)
- 6. srpnja – Ćiril Kos, biskup đakovačko-srijemski u miru (* 1919.)
- 8. srpnja – Darko Ćurdo, hrvatski glumac i grafičar (* 1944.)
- 13. srpnja – Compay Segundo, kubanski gitarist i pjevač (* 1907.)
- 16. srpnja – Kurt Semm, njemački ginekolog (* 1927.)
- 16. srpnja – Celia Cruz, kubansko-američka pjevačica (* 1924.)
- 25. srpnja – John Schlesinger, engleski filmski redatelj (* 1926.)
- 27. srpnja – Bob Hope, američki glumac (* 1903.)
- 29. srpnja – Sabahudin Bilalović, bosanskohercegovački košarkaš (* 1960.)
- 29. srpnja – Foday Sankoh, afrički vojni zapovjednik (* 1937.)

### Kolovoz
- 1. kolovoza – Marie Trintignant, francuska glumica (* 1962.)
- 4. kolovoza – Frederick Chapman Robbins, američki pedijatar i virolog (* 1916.)
- 9. kolovoza – Gregory Hines, američki glumac (* 1946.)
- 16. kolovoza – Idi Amin Dada, afrički političar (* 1925.)
- 19. kolovoza. – Sérgio Vieira de Mello, brazilski diplomat (* 1948.)
- 25. kolovoza – Saša Dabetić, hrvatska glumica (* 1938.)
- 27. kolovoza – Peter-Paul Pigmans, nizozemski glazbenik (* 1961.)
- 30. kolovoza – Charles Bronson, američki glumac (* 1921.)

### Rujan
- 8. rujna – Leni Riefenstahl, njemačka glumica i redateljica (* 1902.)
- 11. rujna – Anna Lindh, švedska ministrica vanjskih poslova (* 1957.)
- 11. rujna – John Ritter, američki glumac (* 1948.)
- 12. rujna – Johnny Cash, američki pjevač i gitarist (* 1932.)
- 25. rujna – Franco Modigliani, talijanski ekonomist i znanstvenik (* 1918.)
- 27. rujna – Donald O'Connor, američki glumac (* 1925.)
- 28. rujna – Elia Kazan, grčko-američki redatelj (* 1909.)

### Listopad
- 14. listopada – Moktar Ould Daddah, afrički političar (* 1924.)
- 19. listopada – Alija Izetbegović, bošnjački političar (* 1925.)
- 19. listopada – Jaime Allende, španjolski hokejaš na travi (* 1924.)
- 20. listopada – Miodrag Petrović Čkalja, srpski glumac i komičar (* 1924.)
- 20. listopada – Jack Elam, američki glumac (* 1920.)
- 23. listopada – Marko Martinović, hrvatski pjesnik (* 1933.)
- 29. listopada – Franco Corelli, talijanski operni pjevač (* 1921.)
- 30. listopada – Petar Vukov, bački hrvatski književnik (* 1941.)

### Studeni
- 5. studenoga – Dorothy Fay, američka glumica (* 1915.)
- 5. studenoga – Branko Supek, hrvatski glumac (* 1945.)
- 6. studenoga – Hendrika Mastenbroek, nizozemska plivačica (* 1919.)
- 10. studenoga – Canaan Banana, afrički političar (* 1936.)
- 12. studenoga – Jonathan Brandis, američki glumac, pisac, redatelj i producent (* 1976.)
- 20. studenoga – David Dacko, afrički političar (* 1930.)
- 23. studenoga – Patrick Jansen, indijski hokejaš na travi (* 1923.)
- 26. studenoga – Vedran Ivčić, hrvatski pjevač i skladatelj (* 1951.)

### Prosinac
- 3. prosinca – David Hemmings, britanski glumac (* 1941.)
- 4. prosinca – Zdravka Krstulović, hrvatska glumica (* 1940.)
- 4. prosinca – Louis Prahm, danski hokejaš na travi (* 1912.)
- 18. prosinca – Branko Horvat, hrvatski ekonomist, pedagog i političar (* 1928.)
- 19. prosinca – Hope Lange, američka glumica (* 1931.)
- 22. prosinca – Rose Hill, britanska glumica (* 1914.)
- 24. prosinca – Miljenko Foretić, hrvatski teatrolog, povjesničar i povjesničar umjetnosti (* 1939.)
- 27. prosinca – Alan Bates, britanski glumac (* 1934.)
- 29. prosinca – Earl Hindman, američki glumac (* 1942.)

### Nepoznat datum smrti
- Matija Dulić, bačka hrvatska književnica (* 1912.)
- Fran Koncelak, hrvatski književnik (* 1912.)
- Zlatko Prica, hrvatski slikar i likovni pedagog (* 1916.)
- Željko Kujundžić, hrvatski slikar i kipar (* 1920.)
- Marijan Rotar, osnivač Pulskog filmskog festivala (* 1927.)
- Stipan Šabić, bački hrvatski likovni slikar (* 1928.)
- Gerald S. Hawkins, britansko-američki astronom (* 1928.)
- Stanislava Čarapina Ćulanić, hrvatska književnica (* 1930.)
- Ladislav Kovačić, bački hrvatski pjesnik (* 1942.)

## Nobelova nagrada za 2003. godinu
- Fizika: Alexei Abrikosow, Witali Ginsburg i Anthony James Leggett
- Kemija: Peter Agre i Roderick MacKinnon
- Fiziologija i medicina: Paul C. Lauterbur i Peter Mansfield
- Književnost: John M. Coetzee
- Mir: Shirin Ebadi
- Ekonomija: Robert F. Engle i Clive W. J. Granger

## Vanjske poveznice
|  | Zajednički poslužitelj ima još gradiva o temi 2003. |